# Nueva Zelanda en la Copa Mundial de Rugby de 2015

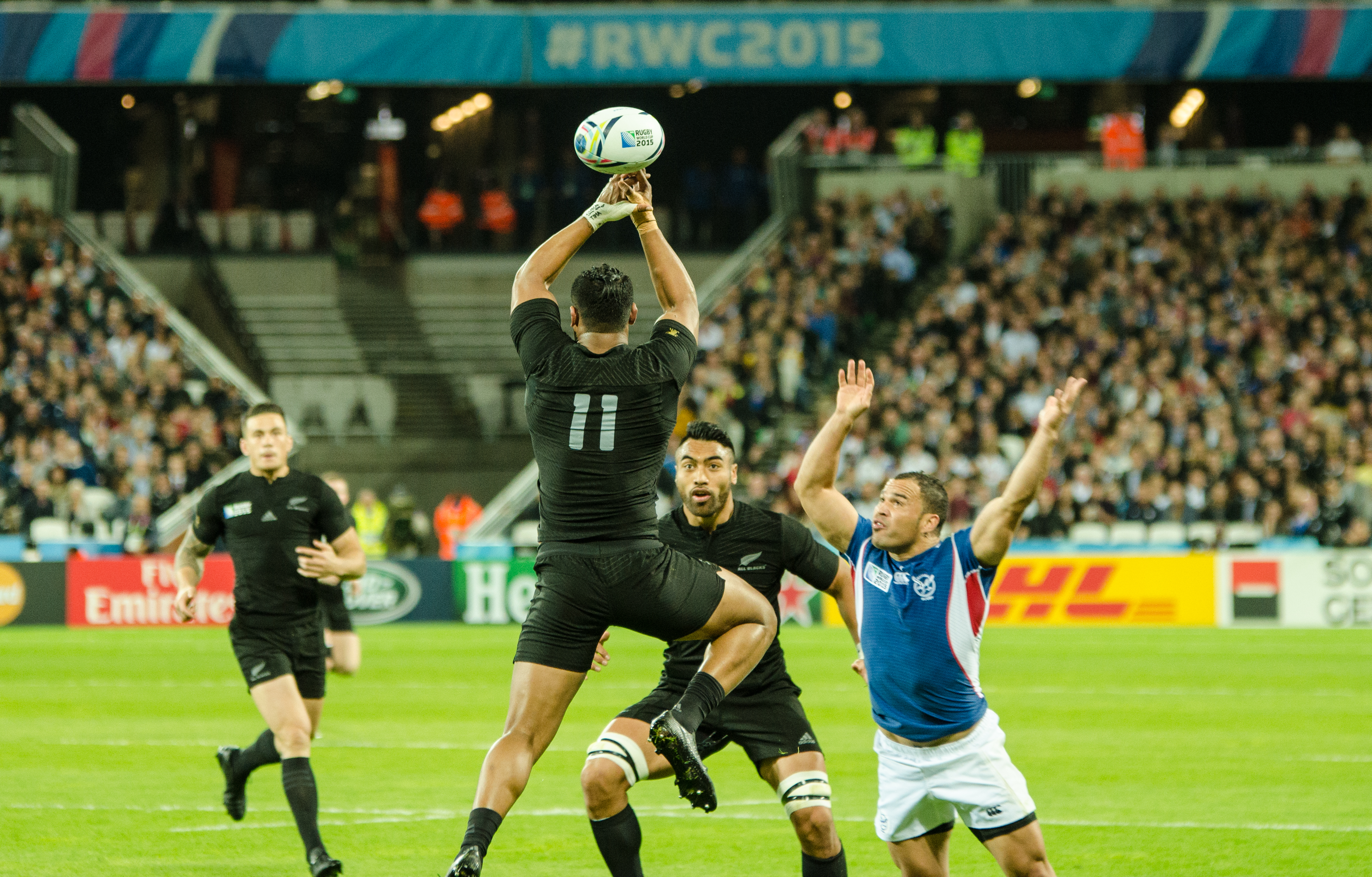
Contra Namibia.

Los All Blacks fueron reinantes campeones y uno de los 20 países participantes de la Copa Mundial de Rugby de 2015, que se realizó por segunda vez en Inglaterra (Reino Unido).
Tras la consagración en la edición anterior, los neozelandeses no debían nada y no se esperaba un gran desempeño, pese a que llevaban una excelente racha de victorias. Los kiwis arrasaron y obtuvieron su tercer campeonato, el segundo de forma consecutiva y fue la primera vez que una selección logró esto.

## Plantel
Hansen (56 años) tuvo como asistente a Ian Foster.
Woodcock se lesionó contra Tonga y fue reemplazado por Moody, quien alcanzó la titularidad.
|                          | Jugador             | Edad    | Posición      | Tests | Equipo                |
| ------------------------ | ------------------- | ------- | ------------- | ----- | --------------------- |
| Hookers y Pilares        |                     |         |               |       |                       |
| 2                        | Dane Coles          | 28 años | Hooker        | 30    | Hurricanes            |
|                          | Wyatt Crockett      | 32 años | Pilar         | 40    | Crusaders             |
|                          | Charlie Faumuina    | 28 años | Pilar         | 27    | Blues                 |
|                          | Ben Franks          | 31 años | Pilar         | 43    | Hurricanes            |
| 3                        | Owen Franks         | 27 años | Pilar         | 72    | Crusaders             |
|                          | Keven Mealamu       | 36 años | Hooker        | 126   | Blues                 |
| 1                        | Joe Moody           | 27 años | Pilar         | 8     | Crusaders             |
|                          | Codie Taylor        | 24 años | Hooker        | 3     | Crusaders             |
|                          | Tony Woodcock       | 34 años | Pilar         | 115   | Blues                 |
| Segundas líneas          |                     |         |               |       |                       |
| 4                        | Brodie Retallick    | 24 años | Segunda línea | 41    | Chiefs                |
|                          | Luke Romano         | 29 años | Segunda línea | 20    | Crusaders             |
| 5                        | Sam Whitelock       | 27 años | Segunda línea | 66    | Crusaders             |
| Alas y Octavos           |                     |         |               |       |                       |
|                          | Sam Cane            | 23 años | Ala           | 24    | Chiefs                |
| 6                        | Jerome Kaino        | 32 años | Ala           | 60    | Blues                 |
| 7                        | Richie McCaw        | 34 años | Ala           | 142   | Crusaders             |
|                          | Liam Messam         | 31 años | Ala           | 42    | Chiefs                |
| 8                        | Kieran Read         | 30 años | Octavo        | 77    | Crusaders             |
|                          | Victor Vito         | 28 años | Octavo        | 28    | Hurricanes            |
| Medios scrums            |                     |         |               |       |                       |
|                          | Tawera Kerr-Barlow  | 25 años | Medio scrum   | 15    | Chiefs                |
|                          | TJ Perenara         | 23 años | Medio scrum   | 15    | Hurricanes            |
| 9                        | Aaron Smith         | 26 años | Medio scrum   | 41    | Highlanders           |
| Aperturas y Centros      |                     |         |               |       |                       |
|                          | Beauden Barrett     | 24 años | Apertura      | 30    | Hurricanes            |
| 10                       | Dan Carter          | 33 años | Apertura      | 106   | Racing 92             |
|                          | Malakai Fekitoa     | 23 años | Centro        | 11    | Highlanders           |
| 12                       | Ma'a Nonu           | 33 años | Centro        | 97    | Rugby-Club Toulonnais |
| 13                       | Conrad Smith        | 34 años | Centro        | 88    | Section Paloise       |
|                          | Sonny Bill Williams | 30 años | Centro        | 26    | Chiefs                |
| Fullbacks y Wings        |                     |         |               |       |                       |
| 14                       | Nehe Milner-Skudder | 24 años | Wing          | 20    | Hurricanes            |
|                          | Waisake Naholo      | 24 años | Wing          | 1     | Highlanders           |
| 11                       | Julian Savea        | 25 años | Wing          | 35    | Hurricanes            |
|                          | Colin Slade         | 28 años | Fullback      | 20    | Crusaders             |
| 15                       | Ben Smith           | 29 años | Fullback      | 41    | Highlanders           |
| Entrenador: Steve Hansen |                     |         |               |       |                       |

## Participación
Nueva Zelanda integró el grupo C junto con: la potencia de Argentina, la dura Tonga y las débiles Georgia y Namibia. Vencieron a los Pumas tras ir perdiendo el primer tiempo y a las demás anotando más de 40 puntos, para ganar la zona.

### Fase final
En los cuartos enfrentaron a Les Bleus representados por Frédéric Michalak, Thierry Dusautoir, Morgan Parra y Nicolas Mas. Repitiendo la última final, el juego fue muy distinto y una paliza de los neozelandeses.
Las semifinales fue un nuevo súper clásico disputado contra los Springboks del entrenador Heyneke Meyer, Tendai Mtawarira, el capitán Fourie du Preez, Schalk Burger y Bryan Habana. Los kiwis lograron una gran y agónica victoria por 2 puntos, luego de haberse ido perdiendo el primer tiempo.

### Final
El partido definitorio los puso frente a los Wallabies del técnico Michael Cheika, el capitán Stephen Moore, Will Genia, David Pocock y Tevita Kuridrani. Fue su mejor partido en todo el campeonato, unos serenos All Blacks lograron derrotar a una gran generación de australianos; quienes se mostraron demasiado nerviosos por la presión.

## Legado
Fue el último mundial de Carter, McCaw, Mealamu, Nonu y Williams. Woodcock se retiró inmediatamente al lesionarse.
Savea igualó el récord kiwi al marcar ocho tries, hazaña de Jonah Lomu conseguida en Gales 1999.